# Uljaniwka (Oleksandrija)
Uljaniwka (ukrainisch Улянівка; russisch Ульяновка Uljanowka) ist ein Dorf im Osten der ukrainischen Oblast Kirowohrad mit etwa 620 Einwohnern (2001).

## Geographie
Das Dorf liegt im Süden des Rajon Oleksandrija nahe der Grenze zum Rajon Petrowe und zum, in der Oblast Dnipropetrowsk liegendem, Rajon Pjatychatky. Die Ortschaft befindet sich 30 km südöstlich vom Rajonzentrum Oleksandrija und 2 km östlich der Fernstraße M 04 (E 50) und dem Dorf Dobronadijiwka.

## Landratsgemeinde
Am 12. Juni 2020 wurde das Dorf ein Teil der neugegründeten Landgemeinde Popelnaste, bis dahin bildete es zusammen mit den Dörfern Perschotrawnewe (ukrainisch Першотравневе), Tarassowo-Schewtschenkowe (ukrainisch Тарасово-Шевченкове) und Tscherwonyj Podil (ukrainisch Червоний Поділ) die gleichnamige Landratsgemeinde Uljaniwka (Улянівська сільська рада/Uljaniwska silska rada) im Südosten des Rajons Oleksandrija.